# Col de Clémencières
Le col de Clémencières est un col de montagne des Alpes françaises situé dans le département de l'Isère, au nord de Grenoble. Il permet, avec le col de Vence, l'accès au massif de la Chartreuse par le sud.

## Toponymie
Le col de Clémencières tire son nom du hameau de Clémencières, un des plus hauts hameaux de la commune de Saint-Martin-le-Vinoux.

## Situation et accès

Carte topographique avec l'indication du hameau de Clémencières.

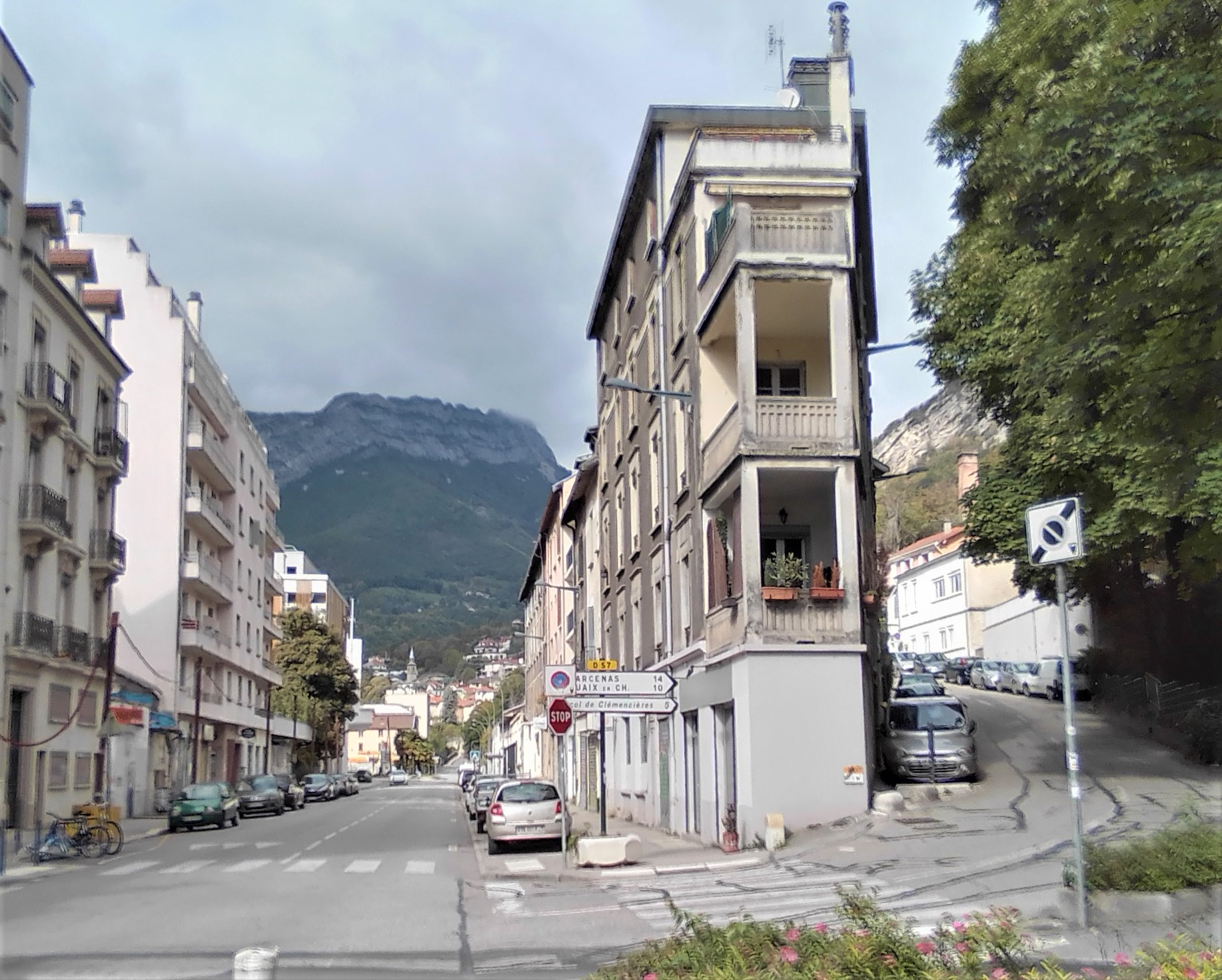
Départ de la route du col de Clémencières depuis la route de Lyon à Grenoble.

### Situation
Le col de Clémencières est situé sur la commune de Saint-Martin-le-Vinoux, en Isère, à 621 m d'altitude, au-dessus de la vallée de l'Isère, entre le mont Rachais (1 049 m), qui se prolonge au sud par le mont Jalla (fort de la Bastille), à l'est, et le Néron (1 299 m) à l'ouest.

### Accès
En voiture et en cycle, le voyageur accède principalement par la route départementale 57 (RD 57) qui permet de rejoindre directement la commune de Quaix-en-Chartreuse depuis la route de Lyon à Grenoble. C'est donc un des accès depuis Grenoble au parc naturel régional de Chartreuse avec le col de Vence.
Il est également possible de rejoindre ce col par les transports en commun, les lignes Flexo no 55 et 56 de la M TAG ayant leur terminus au niveau le croisement des routes de Quaix (RD 57) et de Sarcenas (RD 57f) depuis Grenoble (Esplanade) et Saint-Martin-le-Vinoux (Hôtel de ville)[pertinence contestée].

## Site préhistorique
Une pierre à cupules dite « de Clémencières » a été trouvée dans un mur du hameau proche du col au début du XXe siècle par Hippolyte Müller et est actuellement conservée au Musée dauphinois de Grenoble,.

## Activités
Le 4 juin 2021, les coureurs cyclistes de la 6e étape (Loriol-sur-Drôme – Le Sappey-en-Chartreuse) de la 73e édition du critérium du Dauphiné empruntent le col de Clémencières,.